# Quincy Davis (Musiker)
Quincy Davis (* 27. August 1977 in Grand Rapids, Michigan) ist ein amerikanischer Jazzmusiker (Schlagzeug).

## Leben und Wirken
Davis stammt aus einer musikalischen Familie; der Pianist Xavier Davis ist sein älterer Bruder. Im Alter von sechs Jahren begann er, Schlagzeugunterricht zu nehmen; bereits früh musizierte er mit seinem Bruder. In der Schule lernte er auch Trompete und Tuba. Auf der Interlochen Arts Academy in Nord-Michigan studierte er sowohl klassisches Schlagwerk als auch Jazz-Schlagzeug. Ab 1995 setzte er sein Studium an der Western Michigan University bei Billy Hart fort. Während seiner Studienzeit gehörte er zum Western Michigan University Jazz Orchestra und trat auf verschiedenen College-Jazzfestivals auf.
Nach seinem Abschluss 1999 unterrichtete Davis ein Jahr lang Instrumentalmusik an Grund- und Mittelschulen im Raum Grand Rapids. Im Sommer 2000 zog Davis nach New York City, wo er mit Musikern wie Wynton Marsalis, Frank Wess, Eric Reed, Paquito D’Rivera, George Coleman, Eric Alexander, Lew Tabackin, Warren Vaché, Ron Blake, Jon Faddis, Roy Hargrove, LaVerne Butler, Paula West, Nicholas Payton, Ryan Kisor und den  New York Voices arbeitete. Er war Mitglied von Bobby Watsons Live and Learn Band (From the Heart, 2007) und gehörte zu den Bands von Peter Zak (Seed of Sin), Walt Weiskopf und zum Dave Stryker Organ Quartet. Weiterhin hat er mit Tom Harrell (Wise Children), Benny Green, Hank Jones, Kurt Elling, The Clayton Brothers, Gerald Clayton, Russell Malone, Eric Lewis, Junko Onishi, Ernestine Anderson, Gretchen Parlato, Benny Golson, Aaron Diehl und Vincent Gardner aufgenommen.
Davis wirkte als Assistenzprofessor für Jazz-Schlagzeug an der University of Manitoba. Seit 2017 lehrt er als Assistenzprofessor an der University of North Texas.

## Diskographische Hinweise
- Fred Knapp, Xavier Davis, Steve Boynton, Shawn Sommer, Quincy Davis, Bill Vits: Singin’ That Bop! (Wake Up Recordings 1998)
- Randy Napoleon, Jared Gold, Quincy Davis: Enjoy the Moment (PKO Records 2002)
- Raggi-Brillante Quintet featuring Danny Grissett, Kengo Nakamura, Quincy Davis: NY Encounter (Picanto Records, 2010, mit Matteo Raggi, Davide Brillante)
- Songs in the Key of Q (2013)